# Alan Dale
Pour l’article homonyme, voir Alan Dale (dramaturge).
Pour les articles homonymes, voir Dale.
Alan Dale est un acteur néo-zélandais, né le 6 mai 1947 à Dunedin (Otago, Nouvelle-Zélande).
Il se fait connaitre à partir du début des années 1980 grâce au rôle du Dr John Forrest dans le soap opera néo-zélandais Pour la vie (1979-1983), puis pour celui de Jim Robinson (en) dans le soap opera australien Les Voisins (1985-1993 ; 2018-2019).
Après s'être installé aux États-Unis en 2000, il enchaine les rôles à la télévision, ce qui lui apporte une reconnaissance mondiale. Il est surtout connu pour ses rôles dans les séries télévisées 24 heures chrono (2003-2004), Newport Beach (2003-2005), NCIS (2003-2016), Lost : Les Disparus (2006-2010) ou encore Dynastie (2017-2021).

## Biographie

### Jeunesse
Alan Dale est né en 1947, à Dunedin en Nouvelle-Zélande. 
À l'âge de 13 ans, il tient son premier rôle en immitant Shelley Berman durant le concert de son école. Sa famille aimant le théâtre amateur, ses parents décident de construire à Auckland un théâtre du nom de The Little Dalton Theatre, dans lequel Dale se servait de divers équipements pour produire des effets météorologiques,. 
Joueur de rugby dans sa jeunesse, il choisit la carrière d'acteur « la fraternité des acteurs n'aimait pas les footballeurs et les footballeurs n'aimaient pas les acteurs.[...]Jouer m'a donné le même engouement et il y avait une chance d'une carrière plus longue. »,.
Le pays offrant peu d'opportunités pour un acteur, Dale multiplie les emplois afin de subvenir à sa famille, travaillant ainsi comme mannequin à l'âge de 18 ans, livreur de lait, vendeur de voitures ou encore agent immobilier,.

### Carrière

#### Premiers rôles
Son premier rôle professionnel est celui d'un chef Indien dans la pièce The Royal Hunt of the Sun (en) au Grafton Theatre à Auckland. Son premier succès est  en 1978[réf. nécessaire], dans la série Radio Waves, qu'il décrit comme « neuf mois de solide travail et de grand plaisir. »,. À la fin des années 1970, il décide de partir pour l'Australie. Par la suite, il reste durant trois ans et demi dans son grand succès suivant, le soap opéra The Young Doctors.
De 1985 à 1993, il tient le rôle de Jim Robinson (en) dans le soap opera Neighbours,. Des années plus tard, il raconte le climat difficile avec la production : « Je n'aimais pas, ce n'étaient pas des gens sympas[...]ils nous ont mal traités, donc je ne leur dois rien.[...]Lorsque nous avons décidé que nous nous détestions - la compagnie et moi - l'une des choses qu'ils ont fait a été de commercialiser tout ce qu'elle pouvait de notre part et de ne rien nous payer. Nous n'avons pas découvert, par exemple, que l'émission était un succès en Angleterre jusqu'à ce qu'elle soit en première page du journal local. Ils ne nous l'ont pas dit parce qu'ils ne voulaient pas que nous le sachions, parce qu'ils auraient peut-être à nous payer plus.[...]Tout du long, je me suis disputé avec eux sur le fait qu'ils nous escroquaient. C'était juste horrible, donc je ne suis pas revenu pour le 20e anniversaire »,.
Les années suivantes sont difficiles pour Dale qui ne « pouvait pas attraper un rhume ». Il sert alors de voix off et publie deux magazines en lien avec la série,. Bien que cela soit rentable, il en perd une partie dans un magazine pour enfants.

#### Un succès plus large
En 1999, il joue dans le téléfilm américain First Daughter (en) dont le tournage se déroule en Australie. Après avoir découvert qu'il pouvait prendre un accent américain, il décide de participer à la première du téléfilm aux États-Unis en août 1999, avant de s'y installer en janvier 2000. 
De 2003 à 2005, il joue l'« infâme » homme d'affaires Caleb Nichol durant trente-cinq épisodes des deux premières saisons de la série Newport Beach,.
En 2006, il apparait dans la série Lost, jouant alors le rôle du richissime Charles Widmore, le chef des Autres,. Son personnage est introduit au cours du dernier épisode de la deuxième saison et apparait de manière récurrente jusqu'à la dernière saison de la série en 2010, soit un total de dix-sept épisodes,,,.
En mars 2008, il remplace Peter Davison dans le rôle principal du roi Arthur dans la pièce du West End Theatre de Londres, Monty Python's Spamalot, au Palace Theatre.
De 2011 à 2013, il tient le rôle du roi Georges, le père du prince charmant, dans les deux premières saisons de l'ambitieuse série d'ABC Once Upon a Time, qui mélangent plusieurs univers de contes de fées,,. Il revient en 2016 dans la sixième saison.
Courant 2011, il rejoint tardivement le tournage du film Millénium : Les Hommes qui n'aimaient pas les femmes (The Girl with the Dragon Tattoo) de David Fincher, dont la sortie est prévue pour l'année d'après et qui le met en scène dans le rôle d'un inspecteur proche de la retraite.
De 2017 à 2021, il tient le rôle de Joseph Anders (en), le majordorme de la famille Carrington, dans les quatre premières saisons de la série Dynastie, reboot du feuilleton des années 1980,.

## Influences
En 2008, il déclare : « Quand j'étais enfant, je fantasmais sur le fait d'être Clayton Moore, le héros masqué de The Lone Ranger.[...]Mon grand acteur héro a toujours été Gene Hackman - un acteur qui arrive toujours à la vérité. »,. Il mentionne également le réalisateur Steven Spielberg : « Bien que ce que j'ai fait dans Indiana Jones et le Royaume du crâne de cristal n'était pas grand-chose, vous savez juste que l'homme est un génie »,.

## Théâtre
- 2008 : Spamalot : le Roi Arthur

## Filmographie

### Cinéma

#### Longs métrages
- 1989 : Houseboat Horror (en) de Kendal Flanagan et Ollie Martin : Evans
- 2002 : Star Trek : Nemesis de Stuart Baird : Praetor Hiren
- 2003 : The Extreme Team de Leslie Libman : Richard Knowles
- 2003 : Hollywood Homicide de Ron Shelton : le commandant Preston
- 2004 : Coup d'éclat (After the Sunset) de Brett Ratner : le chef de la sécurité
- 2008 : Indiana Jones et le Royaume du crâne de cristal (Indiana Jones and the Kingdom of the Crystal Skull) de Steven Spielberg : le général Ross
- 2011 : Don't Be Afraid of the Dark de Troy Nixey : Charles Jacoby
- 2011 : A Little Bit of Heaven de Nicole Kassell : Dr Sanders
- 2011 : Priest de Scott Stewart : Monseigneur Chamberlain
- 2011 : Happy New Year (New Year's Eve) de Garry Marshall : Bill
- 2012 : Millénium : Les Hommes qui n'aimaient pas les femmes (The Girl with the Dragon Tattoo) de David Fincher : l'inspecteur Isaksson
- 2014 : Captain America : Le Soldat de l'hiver (Captain America: The Winter Soldier) d'Anthony et Joe Russo : le conseiller Rockwell
- 2014 : Grace de Jeff Chan : le père John
- 2015 : Entourage de Doug Ellin : John Ellis

#### Courts métrages
- 1982 : The Applicant de Peter Wherrett
- 2004 : Straight Eye: The Movie de Stan Kirsch : le père de Kelly
- 2009 : Renaissance : John
- 2012 : Le Mariage de Raiponce (Tangled Ever After) de Nathan Greno et Byron Howard : le prêtre
- 2017 : Tangled: Before Ever After (en) : le prêtre

### Télévision

#### Téléfilms
- 1988 : The Far Country de George Miller : Dave Marshall
- 1999 : Alien Cargo de Mark Haber : Eichhorn, observateur de dauphins
- 1999 : Garde rapprochée (First Daughter) de Armand Mastroianni : Daly
- 2003 : Rent Control de David Eric Brenner : George
- 2005 : Bow de David Eric Brenner : George (projet de série abandonnée)
- 2011 : Le Jugement dernier (Doomsday Prophecy) de Jason Bourque : le général Slate
- 2012 : Beauty and the Beast de Yves Simoneau : l'empereur Dorian
- 2017 : Raiponce : Moi, j'ai un rêve (Tangled: Before Ever After) de Tom Caulfield et Stephen Sandoval : The Vicar (animation, voix originale)

#### Séries télévisées
- 1978 : Radio Waves 1978 : Jack Delamore (38 épisodes)
- 1979–1983 : Pour la vie ou Jeunes Docteurs (The Young Doctors) : Dr John Forrest (48 épisodes)
- 1985–1993 : Les Voisins (Neighbours) : Jim Robinson (932 épisodes)
- 1994 : Janus (en) : Richard Issacs (saison 1, épisode 1)
- 1994 : Time Trax : M. Bergdorf (saison 2, épisode 21)
- 1995 : Space 2063 (Space: Above and Beyond) : Borman, la gouverneur de la colonie (saison 1, épisode 1)
- 1995 : Plainclothes : le sergent Mitch Mitchell (saison 1, épisode 1 - projet de série abandonnée)
- 1997 : Frontline : Dave (saison 3, épisode 1)
- 1997-1998 : State Coroner : Dudley Mills (8 épisodes)
- 1997 : Blue Heelers : Rod Wright (saison 4, épisode 31)
- 2000 : Le Monde perdu (The Lost World) : Phelan (saison 1, épisode 20)
- 2000–2001 : Urgences (ER) : Al Patterson (3 épisodes)
- 2001 : The Lone Gunman : Michael Wilhelm (saison 1, épisode 3)
- 2001 : Signs of Life : Clive (saison 1, épisode 1 - projet de série abandonnée)
- 2001 : Philly : Bruce Frohman
- 2002 : X-Files : Aux frontières du réel : Toothpick Man (3 épisodes)
- 2002 : Mes plus belles années (American Dreams) : le capitaine Andrews (saison 1, épisode 3)
- 2002 : The Practice : juge Robert Brenford (2 épisodes)
- 2002–2003 : À la Maison-Blanche (The West Wing) : ministre du commerce Mitch Bryce (2 épisodes)
- 2003 : JAG : Tom » Morrow (saison 8, 2 épisodes)
- 2003-2005 et 2013-2016 : NCIS : le directeur du NCIS Thomas « Tom » Morrow puis DHS (14 épisodes)
- 2003 : Les Experts : Miami (CSI: Miami) : l'ambassadeur du Canada à Dubaï (saison 2, épisode 1)
- 2003–2004 : 24 heures chrono : vice-président Jim Prescott (8 épisodes)
- 2003–2005 : Newport Beach : Caleb Nichol (35 épisodes)
- 2004 : Preuve à l'appui (Crossing Jordan) : Carl Logan (saison 3, épisode 2)
- 2005 : DOS : Division des opérations spéciales (E-Ring) : Metcalfe
- 2006-2007 : Ugly Betty : Bradford Meade (33 épisodes)
- 2006-2010 : Lost : Charles Widmore (17 épisodes)
- 2008 : Torchwood : Dr Aaron Copley (saison 2, épisode 6)
- 2008 : Midnight Man : Donald Hagan (mini-série, 2 épisodes)
- 2008 : Sea Patrol : Ray Walsman (6 épisodes)
- 2008-2011 : Entourage : John Ellis (5 épisodes)
- 2009 : Flight of the Conchords : l'ambassadeur Australien (saison 2, épisode 3)
- 2009 : Moving Wallpaper : Alan Dale[n 6] (6 épisodes)
- 2009 : New York, unité spéciale (Law and Order: Special Victims Unit) : le juge Joshua Koehler (saison 10, épisode 21)
- 2010 : Important Things with Demetri Martin : Mob Boss (saison 2, épisode 1)
- 2010 : Burn Notice : Ken Bocklage (saison 4, épisode 6)
- 2010-2012 : Undercovers : James Kelvin (5 épisodes)
- 2011 : Californication : l'avocat Lloyd Alan Phillips, Jr. (saison 4, épisode 7)
- 2011-2017 : Once Upon a Time : roi Georges / Albert Spencer (9 épisodes)
- 2011 : Person of Interest : Wallace Negel / l'ex-agent secret Ulrich Kohl (saison 1, épisode 8)
- 2011-2012 : The Killing (US) : le sénateur Eaton (5 épisodes)
- 2012 : House of Lies : Jonathan Strauss (saison 1, épisode 3)
- 2012-2013 : Hot in Cleveland : Emmet (8 épisodes)
- 2013 : Body of Proof : Emmett Harrington (saison 3, épisode 12)
- 2013 : The Mindy Project : Alfred (saison 2, épisode 7)
- 2013 : Auckland Daze : Alan (3 épisodes)
- 2014-2015 : Dominion : le général Edward Riesen (16 épisodes)
- 2016 : Les Experts : Cyber (CSI: Cyber) : Richard Margolin (saison 2, épisode 14)
- 2016 : Secret City : le premier ministre Martin Toohey (6 épisodes)
- 2016 : Graves : Trevor Lloyd (saison 1, épisode 5)
- 2017 : Homeland : le président Morse (saison 6, épisode 6)
- 2017-2021 : Dynastie : Joseph Anders (86 épisodes)

#### Séries d'animation
- 2012 : Unsupervised : Jonathan Strauss (saison 1, épisode 3)
- 2015 : Top Coppers : Frank (6 épisodes)
- 2019 : Raiponce, la série (Tangled: The Series) : le prêtre (saison 2, épisode 19)

### Jeux vidéo
- 2002 : X-Men: Next Dimension : voix additionnelles
- 2004 : EverQuest II : Dawson Magnificent, Generic High Elf
- 2005 : Yakuza : Masa Sera
- 2006 : 24 heures chrono, le jeu : le vice-président Jim Prescott
- 2012 : Mass Effect 3 : Henry Lawson et le capitaine Aaron Sommers
- 2013 : The Bureau: XCOM Declassified : le Dr Alan Weir

## Voix francophones
En version française, Alan Dale n'a pas de voix régulière. Jean Barney le double de 2002 à 2017 dans À la Maison-Blanche, Newport Beach, Once Upon a Time, Dominion et Homeland, tandis que  Bernard Tiphaine est sa voix entre 2002 et 2011 dans The Practice : Bobby Donnell et Associés, 24 Heures chrono et Californication. En 2002, il est également doublé par Jean-Luc Kayser dans Star Trek : Nemesis et par Michel Ruhl dans X-Files : Aux frontières du réel. Joël Martineau le double de 2003 à 2005 dans les trois premières saisons de NCIS : Enquêtes spéciales, ainsi qu'en 2005 dans Garde rapprochée. La même année, Philippe Catoire le double dans DOS : Division des opérations spéciales.
Parallèlement, Alan Dale est également doublé de 2006 à 2015 par les acteurs suivants : Igor de Savitch le double dans Lost : Les Disparus et Captain America : Le Soldat de l'hiver, Michel Derville le double dans Ugly Betty et New York, unité spéciale, Georges Claisse le double dans Priest et Person of Interest, Hervé Caradec le double dans The Killing et The Mindy Project, George Caudron dans Hot in Cleveland, François Dunoyer dans Undercovers et Hervé Bellon dans Entourage. Également, Thierry Murzeau le reprend à partir de la dixième saison de NCIS, avant de le retrouver dans Dynastie.